# ماسون اندروز
ماسون اندروز (بالإنجليزية: Mason Andrews)‏ هو طبيب التوليد والنساء وطبيب توليد ‏ وسياسي أمريكي، ولد في 19 أبريل 1919 في الولايات المتحدة، وتوفي في 13 أكتوبر 2006 في نفس البلد.